# Summer Love (singel)
Summer Love - jest to czwarty singel Justina Timberlake’a z jego drugiego solowego albumu FutureSex/LoveSounds wydany w 2007 roku